# Frank King (Rennfahrer)
Frank King (* 7. Juli 1894 in London; † April 1969 in Worthing) war ein britischer Autorennfahrer.

## Karriere als Rennfahrer
Die herausragende Rennteilnahme von Frank King war beim 24-Stunden-Rennen von Le Mans 1928. Gemeinsam mit Sir Francis Samuelson fuhr er einen Werks-Lagonda OH 2-Litre Speed, der nach einem Unfall ausschied.
Zwischen 1927 und 1929 nahm King zudem 3 mal in Folge mit einem Lagonda des Fox and Nicoll Team am Brooklands 6 hour Race teil. Auch hier blieb ihm jeweils eine Zielankunft aufgrund von technischen oder unfallbedingten Ausfällen verwehrt. 1929 und 1930 startete King zudem zweimal beim 2 × 12-Stunden-Rennen von Brooklands. Dabei gelang ihm 1929 mit einem 18. Gesamtrang an Bord des gemeinsam mit Teamkollegen Howard Wolfe pilotierten Lagonda 2 Litre Speed Model das einzige zählbare Resultat in einem Wettbewerb. 1930 fiel er beim selben Rennen aus.

## Statistik

### Le-Mans-Ergebnisse
| Jahr | Team                  | Fahrzeug                 | Teamkollege           | Platzierung | Ausfallgrund |
| ---- | --------------------- | ------------------------ | --------------------- | ----------- | ------------ |
| 1928 | Lagonda Motor Company | Lagonda OH 2-Litre Speed | Sir Francis Samuelson | Ausfall     | Unfall       |